# Affamè
Affamè är en ort i Benin. Den ligger i den södra delen av landet, 40 kilometer norr om huvudstaden Porto-Novo. Affamè ligger 35 meter över havet och antalet invånare är 7 269.
Terrängen runt Affamè är platt, och sluttar västerut. Affamè är det största samhället i trakten.
Omgivningarna runt Affamè är en mosaik av jordbruksmark och naturlig växtlighet. Runt Affamè är det ganska tätbefolkat, med 239 invånare per kvadratkilometer.